# Смайли (остров)
Смайли (на английски: Smyley Island) е остров в южната част на море Белингсхаузен, простиращо се в Тихоокеанския сектор на Южния океан. Разположен е на около 15 km северно от Брега Брайан, на Земя Елсуърт в Западна Антарктида, от който го отделя крайната югозападна част на шелфовия ледник Джордж VІ и залива Карол на югозапад. На изток шелфовия ледник Стендж го отделя от остров Спаатц, а на североизток се мие от водите на залива Едит Роне. Дължина от север на юг 61 km, ширина от 13 до 34 km, площ около 1000 km².
Островът е открит от направените аерофотоснимки през 1939 – 41 г. от американската антарктическа експедиция, възглавявана от видния американски антарктически изследовател Ричард Бърд, на базата на които е картиран като полуостров Смайли. Наименуван е така в чест на капитан Уилям Смайли, командир на кораба „Охайо“ в американската антарктическа експедиция през 1841 – 42 г. През 1968 г. на базата на детайлни топографски снимки е изяснено, че полуостров Смайли представлява остров, отделен от континента с проток, запълнен с шелфов лед.